# Phebalium nottii
Phebalium nottii (Phebalium rosado) es un arbusto que es nativo de Queensland y Nueva Gales del Sur en Australia. 

## Descripción
Crece entre 1 y 3 metros de altura y produce flores de color rosado en la primavera  Los estambres, que tienen anteras amarillas brillantes, están claramente inclinados a un lado de la flor La especie fue descrita formalmente por primera vez y nombrado como Eriostemon nottii por Ferdinand von Mueller en Fragmenta Phytographiae Australiae en 1868. Fue reclasificado en el género Phebalium en 1898 por Joseph Maiden y Betche.

## Taxonomía
Phebalium nottii fue descrita por (F.Muell.) Maiden & Betche y publicado en The Queensland Flora 1: 193  1899.
Sinonimia
- Eriostemon nottii F.Muell.[5]
- Crowea nottii (F.Muell.) Baill.[6]